# Napoleone Ferrara
Napoleone Ferrara, né le 26 juillet 1956 à Catane, est un biologiste moléculaire italo-américain qui rejoint l'Université de Californie à San Diego au Moores Cancer Center en 2013 après une carrière en Californie du Nord chez le géant de la biotechnologie Genentech, où il est le pionnier du développement de nouveaux traitements des maladies angiogéniques telles que le cancer, la dégénérescence maculaire liée à l'âge (DMLA) et la rétinopathie diabétique. Chez Genentech, il découvre le facteur de croissance de l’endothélium vasculaire (VEGF) - et fabrique le premier anticorps anti-VEGF - qui supprime la croissance de diverses tumeurs. Ces découvertes contribuent au développement du premier inhibiteur de l'angiogenèse cliniquement disponible, le bévacizumab (Avastin), qui empêche la croissance de nouveaux vaisseaux sanguins dans une tumeur solide et qui fait désormais partie du traitement standard de divers cancers. Les travaux de Ferrara conduisent également au développement du ranibizumab (Lucentis), un médicament très efficace pour prévenir la perte de vision dans les troubles néovasculaires intraoculaires.

## Biographie
Ferrara obtient son diplôme de médecine de l'Université de Catane, en Italie, en 1981, et rejoint Genentech en 1988. Il fait ses recherches postdoctorales à l'Université de Californie à San Francisco.
À l'UC San Diego Moores Cancer Center, Ferrara, membre de l'Académie nationale des sciences depuis 2006, est directeur adjoint principal des sciences fondamentales et professeur émérite de pathologie à l'École de médecine de l'UC San Diego, où il poursuit ses études sur le cancer et la recherche de médicaments ciblant l'angiogenèse. Il se concentre ensuite sur l'étude des mécanismes d'alternative au VEGF, en particulier le rôle des facteurs produits par les cellules myéloïdes et les fibroblastes dans la médiation de la résistance aux inhibiteurs du VEGF.
Pour sa découverte du VEGF, il remporte un prix Lasker en 2010. En 2013, il reçoit le prix Breakthrough pour son travail. Il reçoit de nombreux autres prix, dont le General Motors Cancer Research Award (2006), le ASCO Science of Oncology Award (2007), le Pezcoller Foundation/AACR International Award (2009), le Dr Paul Janssen Award for Biomedical Research (2011), et le prix de l'innovation de The Economist pour les biosciences en 2012, le Grand prix scientifique de la Fondation Lefoulon-Delalande en 2005.
En septembre 2014, Ferrara reçoit le prix António Champalimaud Vision, décerné par la Fondation Champalimaud.